# Lei Básica da Região Administrativa Especial de Macau
A Lei Básica da Região Administrativa Especial de Macau (RAEM) da República Popular da China (RPC) é um documento com força constitucional na ordem jurídica interna da RAEM. A Lei Básica define os princípios fundamentais que a RAEM deve seguir e respeitar, bem como o seu estatuto e o seu relacionamento com as Autoridades Centrais da RPC. Todos os sistemas e políticas aplicados na RAEM, incluindo os sistemas social e económico, o sistema de garantia dos direitos e liberdades fundamentais dos seus residentes, os sistemas executivo, legislativo e judicial, bem como as políticas com eles relacionadas, baseiam-se nas disposições deste documento. Além disso, nenhuma lei, decreto-lei, regulamento administrativo ou acto normativo da RAEM pode contrariar essa Lei Básica.
Entrou em vigor no dia 20 de Dezembro de 1999, quando a RPC assumiu o exercício da soberania sobre Macau. Este documento foi elaborado conforme a política chinesa de "um país, dois sistemas", apresentada e definida por Deng Xiaoping. Este princípio político é juridicamente representado pelo Artigo 31o da Constituição da República Popular da China. Além disto, a Lei Básica é também baseada na Declaração Conjunta Luso Chinesa (1987). Tem assim um duplo fundamento jurídico (Artigo 31o e Declaração Conjunta). A Lei Básica substitui o Estatuto Orgânico de Macau, que entrou em vigor no ano de 1976.

## Garantias
A Lei Básica, além de garantir aos residentes da RAEM os seus direitos e liberdades, garante que Macau irá possuir um elevado grau de autonomia em todos os aspectos e assuntos relacionados com ela, exceptuando em assuntos relacionados com a defesa e os negócios estrangeiros (política externa) sendo que, nesta última esfera Macau goza ainda assim de alguma autonomia. Garante também que todos os oficiais e administradores de Macau são habitantes de Macau, e não pessoas e oficiais de República Popular da China.
Ela especifica também que o sistema social e económico-financeira da RAEM, bem como os direitos, os deveres e as liberdades dos seus cidadãos irão manter-se inalterávéis durante, pelo menos, 50 anos. Por esta razão, esta cidade mantém a sua própria moeda (pataca), o seu próprio sistema fiscal e económico-financeiro (de carácter capitalista, que difere do sistema socialista da RPC), o seu próprio sistema de controlo de imigração e de fronteiras e as sua própria polícia.
A Lei Básica define também que o poder está dividido, tal como na maioria dos sistemas políticos, em 3 partes distintas: o executivo (Chefe do Executivo de Macau e o seu Governo), o legislativo (Assembleia Legislativa de Macau) e o judicial (Tribunais).
A Lei Básica deverá manter-se fundamentalmente inalterada por um período de 50 anos (1999-2049), conforme acordado entre Portugal e RPC quando da assinatura da Declaração Conjunta Luso Chinesa em 1987.

## História
Um ano após a assinatura da Declaração Conjunta Sino-Portuguesa sobre a Questão de Macau (assinada em Pequim no dia 13 de Abril de 1987) pelos Chefes do Governo da República Popular da China (RPC) e do Governo da República Portuguesa, foi deliberada em 13 de Abril de 1988, pela Primeira Sessão da Sétima Legislatura da Assembleia Popular Nacional da RPC a criação da Comissão de Redacção da Lei Básica da Região Administrativa Especial de Macau da República Popular da China, destinada à redacção deste documento fundamental da RAEM.
A Lei Básica da RAEM foi aprovada e promulgada no dia 31 de Março de 1993 pela Primeira Sessão da Oitava Legislatura da Assembleia Popular Nacional.

### Comissão de Redacção da Lei Básica
No dia 13 de Abril de 1988, a Primeira Sessão da Sétima Legislatura da Assembleia Popular Nacional da RPC deliberou sobre a criação da Comissão de Redacção da Lei Básica da Região Administrativa Especial de Macau da República Popular da China. Em Setembro de 1988, a lista dos membros desta comissão, destinada a redigir e elaborar o documento constitucional da RAEM, foi aprovada pela Comissão Permanente da Assembleia Nacional Popular da República Popular da China. Esta lista era constituída por 48 personalidades, sendo 19 delas de Macau:
- Ma Man Kei, que era na altura membro da Assembleia Nacional Popular, da Assembleia Legislativa de Macau e presidente da Associação Comercial de Macau;
- Edmund Ho Hau-wah, que era membro da Assembleia Nacional Popular, presidente da Associação de Bancos de Macau e futuro Chefe do Executivo de Macau (1999-2009);
- Chio U Nang, que era membro da Assembleia Nacional Popular e director do jornal chinês Va Kio;
- Chui Tak Kei, que era deputado à Assembleia Legislativa de Macau, presidente da Associação dos Construtores Civis de Macau e presidente da Associação de Beneficência Tong Sin Tong;
- Vítor Ng, que era deputado à Assembleia Legislativa de Macau e presidente da Associação de Exportadores de Macau;
- Susana Chou, que era deputada à Assembleia Legislativa de Macau e uma proeminente empresária chinesa;
- Charles Hsueh, que era reitor da Universidade da Ásia Oriental;
- Pat Yee Man, que era presidente da Associação de Educação Chinesa;
- Io Pat Iok, que era presidente da Associação de Medicina Chinesa de Macau e deputado da Comissão Permanente da Assembleia Nacional Popular da província de Guangdong;
- Lau Cheok Va, que era vice-presidente da União Geral dos Operários de Macau e deputado à Assembleia Legislativa de Macau;
- Lei Hon, que era vice-presidente da União Geral das Associações dos Moradores de Macau;
- Domingos Lam Ka-tseung, que era bispo-coadjutor (1987-1988) e depois bispo da Diocese de Macau (1988-2003);
- Stanley Ho, que era administrador-delegado da Sociedade de Turismo e Diversões de Macau e magnata do jogo de Macau;
- Lio Chak Van, que era presidente da Associação de Gestão de Macau;
- Pereira Chan, que era arquitecto e membro da conferência consultiva política da província de Guangdon;
- Lei Seng Chong, que era director do jornal chinês pró-Pequim Ou Mun;
- Wong Hong Keong, que era presidente da Associação Sócio-Científica de Macau e sub-editor do jornal Va Kio;
- Carlos Augusto Corrêa Paes d’Assumpção, que era presidente da Assembleia Legislativa de Macau;
- Jorge Rangel, que era delegado do Governo junto da Universidade da Ásia Oriental e presidente da Associação de Amizade Luso-Chinesa.

Além das 19 personalidades de Macau, a Comissão de Redacção é constituída também por 29 elementos vindos da China Continental, nomeadamente Ji Pengfei, que era director do Gabinete para os Assuntos de Hong Kong e Macau junto do Conselho de Estado. O presidente desta Comissão foi justamente Ji Pengfei.

## Texto da Lei Básica

### Princípios gerais
- A Região Administrativa Especial de Macau é parte inalienável da República Popular da China.
- A Assembleia Popular Nacional da República Popular da China autoriza a Região Administrativa Especial de Macau a exercer um alto grau de autonomia e a gozar de poderes executivo, legislativo e judicial independente, incluindo o de julgamento em última instância, de acordo com as disposições desta Lei.
- O órgão executivo e o órgão legislativo da Região Administrativa Especial de Macau são ambos compostos por residentes permanentes da Região, de harmonia com as disposições aplicáveis desta Lei.
- A Região Administrativa Especial de Macau assegura, nos termos da lei, os direitos e liberdades dos residentes da Região Administrativa Especial de Macau e de outras pessoas na Região.
- Na Região Administrativa Especial de Macau não se aplicam o sistema e as políticas socialistas, mantendo-se inalterados durante cinquenta anos o sistema capitalista e a maneira de viver anteriormente existentes.
- O direito à propriedade privada é protegido por lei na Região Administrativa Especial de Macau.
- Os solos e os recursos naturais na Região Administrativa Especial de Macau são propriedade do Estado, salvo os terrenos que sejam reconhecidos, de acordo com a lei, como propriedade privada, antes do estabelecimento da Região Administrativa Especial de Macau. O Governo da Região Administrativa Especial de Macau é responsável pela sua gestão, uso e desenvolvimento, bem como pelo seu arrendamento ou concessão a pessoas singulares ou colectivas para uso ou desenvolvimento. Os rendimentos daí resultantes ficam exclusivamente à disposição do Governo da Região Administrativa Especial de Macau.
- As leis, os decretos-leis, os regulamentos administrativos e demais actos normativos previamente vigentes em Macau mantêm-se, salvo no que contrariar esta Lei ou no que for sujeito a emendas em conformidade com os procedimentos legais, pelo órgão legislativo ou por outros órgãos competentes da Região Administrativa Especial de Macau.
- Além da língua chinesa, pode usar-se também a língua portuguesa nos órgãos executivo, legislativo e judiciais da Região Administrativa Especial de Macau, sendo também o português língua oficial.
- Além da bandeira nacional e do emblema nacional da República Popular da China, a Região Administrativa Especial de Macau pode também exibir e usar a bandeira e o emblema regionais.

### Relacionamento entre as autoridades centrais e a Região Administrativa Especial de Macau
- A Região Administrativa Especial de Macau é uma região administrativa local da República Popular da China que goza de um alto grau de autonomia e fica directamente subordinada ao Governo Popular Central.
- As leis em vigor na Região Administrativa Especial de Macau são esta Lei e as leis previamente vigentes em Macau, conforme previsto no artigo 8.º desta Lei, bem como as leis produzidas pelo órgão legislativo da Região Administrativa Especial de Macau.
- Nenhuma repartição do Governo Popular Central, província, região autónoma ou cidade directamente subordinada ao Governo Popular Central pode interferir nos assuntos que a Região Administrativa Especial de Macau administra, por si própria, nos termos desta Lei.
- A Região Administrativa Especial de Macau deve produzir, por si própria, leis que proíbam qualquer acto de traição à Pátria, de secessão, de sedição, de subversão contra o Governo Popular Central e de subtracção de segredos do Estado, leis que proíbam organizações ou associações políticas estrangeiras de exercerem actividades políticas na Região Administrativa Especial de Macau, e leis que proíbam organizações ou associações políticas da Região de estabelecerem laços com organizações ou associações políticas estrangeiras.

### Direitos e deveres fundamentais dos residentes
- Os residentes da Região Administrativa Especial de Macau, abreviadamente denominados como residentes de Macau, abrangem os residentes permanentes e os residentes não permanentes.
- Os residentes de Macau são iguais perante a lei, sem discriminação em razão de nacionalidade, ascendência, raça, sexo, língua, religião, convicções políticas ou ideológicas, instrução e situação económica ou condição social.
- Os residentes permanentes da Região Administrativa Especial de Macau têm o direito de eleger e de ser eleitos, nos termos da lei.
- Os residentes de Macau gozam da liberdade de expressão, de imprensa, de edição, de associação, de reunião, de desfile e de manifestação, bem como do direito e liberdade de organizar e participar em associações sindicais e em greves.
- A liberdade pessoal dos residentes de Macau é inviolável.
- O domicílio e os demais prédios dos residentes de Macau são invioláveis. São proibidas a busca e introdução arbitrárias ou ilegais no domicílio ou nos demais prédios dos residentes.
- As disposições, que sejam aplicáveis a Macau, do Pacto Internacional sobre os Direitos Civis e Políticos, do Pacto Internacional sobre os Direitos Económicos, Sociais e Culturais, bem como das convenções internacionais de trabalho, continuam a vigorar e são aplicadas mediante leis da Região Administrativa Especial de Macau.

### Estrutura política
- O Chefe do Executivo da Região Administrativa Especial de Macau é o dirigente máximo da Região Administrativa Especial de Macau e representa a Região.
- O Chefe do Executivo da Região Administrativa Especial de Macau é nomeado pelo Governo Popular Central, com base nos resultados de eleições ou consultas realizadas localmente.
- Os deputados à Assembleia Legislativa da Região Administrativa Especial de Macau devem ser residentes permanentes da Região.

### Interpretação e revisão desta lei
- O poder de interpretação desta Lei pertence ao Comité Permanente da Assembleia Popular Nacional.
- O poder de revisão desta Lei pertence à Assembleia Popular Nacional.

### Disposições complementares
- Metodologia para a Escolha do Chefe do Executivo da Região Administrativa Especial de Macau.
- Metodologia para a Constituição da Assembleia Legislativa da Região Administrativa Especial de Macau.
- Leis Nacionais a Aplicar na Região Administrativa Especial de Macau.

## Interpretação
O poder de interpretação da Lei Básica da Região Administrativa Especial de Macau pertence ao Comité Permanente da Assembleia Popular Nacional, que autoriza os tribunais da RAEM a interpretar, por si próprios, no julgamento dos casos, as disposições deste documento que estejam dentro dos limites da autonomia da Região. No entanto, se os tribunais da Região necessitarem, no julgamento de casos, da interpretação de disposições desta Lei respeitantes a matérias que sejam da responsabilidade do Governo Popular Central da RPC ou do relacionamento entre as Autoridades Centrais e a Região e, se tal interpretação puder afectar o julgamento desses casos, antes de proferir sentença final, os tribunais da Região devem obter, através do Tribunal de Última Instância da Região, uma interpretação das disposições por parte do Comité Permanente da Assembleia Popular Nacional.

## Revisão
De harmonia com a Constituição da República Popular da China, a Lei Básica da RAEM é decretada pela Assembleia Popular Nacional, logo o poder de revisão desta lei fundamental pertence exclusivamente à Assembleia Popular Nacional. O poder de apresentar propostas de revisão pertence ao Comité Permanente da Assembleia Popular Nacional, ao Conselho de Estado e à RAEM.

## Artigo 23
Em 22 de Outubro de 2008, o Chefe do Executivo tornou pública uma proposta de regulamentação das matérias referidas no artigo 23 da Lei Básica: crimes de traição à pátria, secessão, subversão, sedição, desvio de segredos de Estado, e proibição de contactos internacionais de associações políticas. Mais tarde, após discussão da proposta, este artigo foi regulamentado por lei, causando uma certa inquietação e preocupação entre os democratas, que têm medo que essa nova lei pudesse limitar a liberdade de expressão e de protesto dos cidadãos de Macau.
A legislação relativa à segurança nacional foi actualizada em 18 de maio de 2023, quando a legislatura aprovou por unanimidade alterações destinadas a "proteger ainda mais a segurança nacional no ambiente complicado que a China enfrenta", incluindo o alargamento da definição de secessão para incluir actos de não-violência e a redefinição do crime de "roubo de segredos oficiais" como "violação de segredos oficiais".